# 徐烺
徐烺（1743年—？），字崑銜，號溉餘，浙江錢塘縣（今屬杭州市）人。清朝官員。
徐烺於乾隆三十四年（1769年）中式己丑科二甲第七名進士。選翰林院庶吉士，散館改工部主事，升郎中。歷任江南道、福建道監察御史。官至直隸廣平府知府。

## 外部連結
- 徐烺 （页面存档备份，存于） 中研院史語所